# Rat Pack
Rat Pack é o apelido dado a um grupo de artistas populares muito ativo entre meados da década de 1950 e meados da década de 1960.
Sua formação mais famosa foi composta por Frank Sinatra, Dean Martin, Sammy Davis Jr., Peter Lawford e Joey Bishop, que apareceram juntos em filmes e em apresentações nos palcos no começos dos anos 1960. Apesar de sua reputação de grupo masculino, o Rat Pack teve participações femininas, como as de Shirley MacLaine, Lauren Bacall (a quem se atribui a autoria do apelido), e Judy Garland.
Umas das produções mais famosas do grupo é o filme Ocean's Eleven de 1960, que foi refilmado em 2001 pelo diretor Steven Soderbergh com o nome de Onze homens e um segredo (br) ou Façam as vossas apostas (pt).